# خربة بن مداني
خربة بن مداني هي منطقة، تابعة اقليمياً وإداريا لبلدية قجال الكائنة بدائرة قجال الواقعة بولاية سطيف الجزائرية.